# ZV de Zaan
ZV de Zaan, voorheen Zaanse Watervrienden Nereus (kortweg ZWV Nereus) en ZZC Alliance, is een zwem- en waterpolovereniging uit de Nederlandse gemeente Zaandam.
ZV de Zaan neemt deel aan de competities van zowel waterpolo als wedstrijdzwemmen.

## Geschiedenis
ZWV Nereus werd op 1 juli 1995 opgericht. De vereniging kwam voort uit de Zaanse Watervrienden en ZC Nereus (opgericht in 1912). Op 1 juli 2012 fuseerde ZWV Nereus met ZZC Alliance, eveneens een zwemvereniging in Zaandam. Deze vereniging was ontstaan in 1988 door een fusie van Neptunus Waterlelie (Zaandam) en De Kroosduikers (Westzaan). De nieuwe vereniging ging vanaf juli 2012 verder onder de naam ZV de Zaan.

## Erelijst
Heren:
- KNZB Beker 2 (ManMeer!-Cup 1)

2003-2004, 2004-2005
- KNZB Beker 2 (ManMeer!-Cup 2)

2009-2010
Dames:
- Nederlands kampioenschap waterpolo Dames

1988-1989, 1992-1993, 1993-1994, 1994-1995, 1995-1996, 1996-1997, 2000-2001, 2022-2023, 2023-2024
- KNZB Beker waterpolo Dames

1992-1993, 2020-2021, 2022-2023, 2023-2024
- KNZB Beker 2 (ManMeer!-Cup 1)

2017-2018 (Dames 2)
- LEN Champions Cup

1989-1990, 1994-1995, 1995-1996
- LEN Cup (Euro Cup)

2024-2025

## Waterpolo
ZV de Zaan beschikt over een grote waterpolo-afdeling. Vooral de prestaties van het eerste damesteam hebben voor landelijke bekendheid gezorgd.

## Bekende (oud-)leden
- Stan van Belkum
- Anne Heinis
- Edmée Hiemstra
- Kitty Lynn Joustra
- Maartje Keuning
- Noeki Klein
- Ingrid Leijendekker
- Bente Rogge
- Lieke Rogge
- Marjan op den Velde
- Britt van den Dobbelsteen